# René & Angela

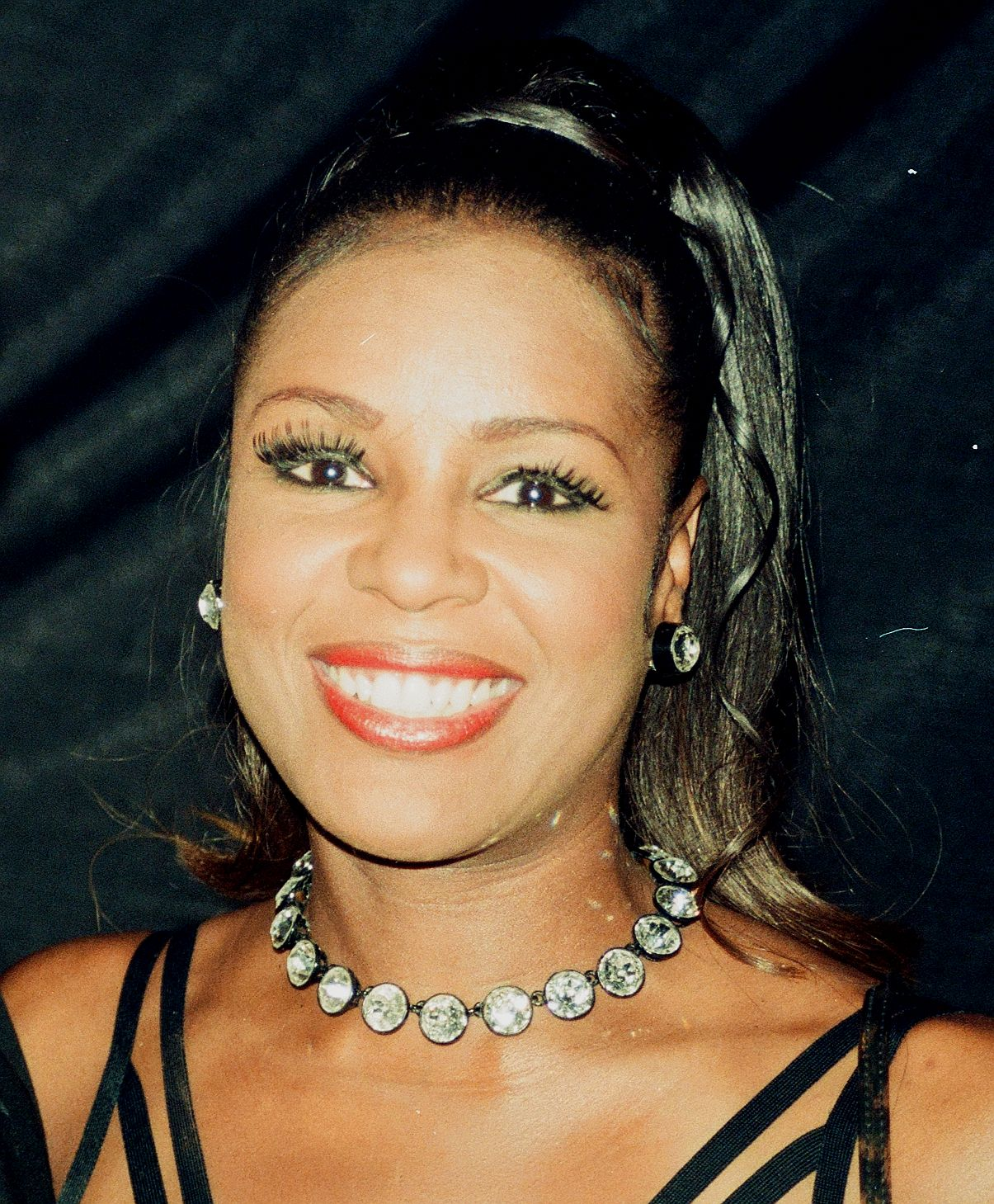
Angela Winbush (1996)

René & Angela waren ein US-amerikanisches R&B-Duo, das aus den Sängern, Songschreibern und Produzenten René Moore (* 19. Mai 1959 als Ivan Rene Moore in Los Angeles, Kalifornien) und Angela Winbush (* 18. Januar 1955 als Angela Lisa Winbush in St. Louis, Missouri) bestand. 

## Karriere
Das Duo wurde 1979 gegründet und löste sich 1986 auf. Sie nahmen zunächst drei Alben für Capitol auf: 1980 ihr selbstbetiteltes Debüt René & Angela, das zweite Album Wall to Wall und ihr letztes Album für das Label, Rise von 1983. Einige Singles entwickelten sich zu kleineren bis mittleren Hits, darunter die Ballade My First Love, die es bis auf Platz zwölf der R&B-Charts schaffte. Parallel schrieb das Duo auch Lieder für einige andere Künstler. So entstanden bereits 1979 zwei Lieder für das Album Bittersweet von Lamont Dozier. Auch Tavares, Rufus oder Odyssey übernahmen Lieder von René & Angela. Janet Jacksons selbstbetiteltes Debütalbum von 1982 enthält auf der gesamten A-Seite Kompositionen des Duos, darunter ihr erster Hit Young Love.
Später wechselten René & Angela zu Mercury und veröffentlichten 1985 das Album Street Called Desire, das den Durchbruch im Musikgeschäft brachte. Das in den USA mit Gold ausgezeichnete Album hielt sich weit über ein Jahr in den Charts. Insgesamt wurden in Großbritannien und den USA fünf Singles ausgekoppelt, darunter die beiden R&B-Nummer-eins-Hits Save Your Love (For #1), mit einem Rap von Kurtis Blow, und Your Smile. Der größte Crossover-Erfolg war jedoch I’ll Be Good, das die Top 50 der US- und Top 30 der britischen sowie niederländischen Charts erreichte. Ende 1986 gehörten René & Angela laut dem Billboard-Magazin zu den fünf erfolgreichsten R&B-Künstlern überhaupt, vor Stevie Wonder oder Sade.
Unstimmigkeiten und Konflikte führten jedoch zu Spannungen innerhalb des Duos. Moore behauptete, dass die Ursache darin lag, dass Winbush solo als Songschreiberin und Produzentin für andere Künstler tätig sein wollte. Winbush erwiderte in Interviews, dass das Ende des Duos auf Moores gewalttätiges Verhalten zurückzuführen war. Das Duo trennte sich letztlich im Streit. Moore und Winbush kommunizierten nur noch über ihre Anwälte.
Sowohl Moore als auch Winbush starteten erfolgreiche Solokarrieren. Moores Singles All or Nothing und Never Say Goodbye to Love aus dem Album Destination Love für Polydor blieben seine einzigen beiden Top-20-Hits als Solist. Hinter den Kulissen war er erfolgreicher. Moore arbeitete unter anderem als Songwriter und Produzent für die Michael-Jackson-Alben Dangerous (1991) und HIStory (1995). Winbush landete als Solokünstlerin fünf Top-10-Hits in den R&B-Charts, darunter die Nummer eins Angel. Außerdem schrieb sie für bzw. produzierte Sheena Easton, Stephanie Mills, Lalah Hathaway, The Isley Brothers bzw. Ronald Isley, mit dem sie von 1993 bis 2002 verheiratet war.
2000 hatte der R&B-Sänger Avant mit einer Coverversion von My First Love einen Hit in den USA.

## Diskografie

### Alben
| Jahr | Titel                | Höchstplatzierung, Gesamtwochen, AuszeichnungChartplatzierungen (Jahr, Titel, Platzierungen, Wochen, Auszeichnungen, Anmerkungen) | Höchstplatzierung, Gesamtwochen, AuszeichnungChartplatzierungen (Jahr, Titel, Platzierungen, Wochen, Auszeichnungen, Anmerkungen) | Anmerkungen |
| Jahr | Titel                | US | R&B | Anmerkungen |
| ---- | -------------------- | --- | --- | ----------- |
| 1981 | Wall to Wall         | US100 (8 Wo.)US | R&B15 (18 Wo.)R&B | Capitol     |
| 1983 | Rise                 | — | R&B33 (29 Wo.)R&B | Capitol     |
| 1986 | Street Called Desire | US64 Gold · (70 Wo.)US | R&B5 (76 Wo.)R&B | Mercury     |

Weitere Alben
- 1980: René & Angela

### Singles
| Jahr | Titel Album                                          | Höchstplatzierung, Gesamtwochen, AuszeichnungChartplatzierungen (Jahr, Titel, Album, Platzierungen, Wochen, Auszeichnungen, Anmerkungen) | Höchstplatzierung, Gesamtwochen, AuszeichnungChartplatzierungen (Jahr, Titel, Album, Platzierungen, Wochen, Auszeichnungen, Anmerkungen) | Höchstplatzierung, Gesamtwochen, AuszeichnungChartplatzierungen (Jahr, Titel, Album, Platzierungen, Wochen, Auszeichnungen, Anmerkungen) | Anmerkungen |
| Jahr | Titel Album                                          | UK | US | R&B | Anmerkungen |
| ---- | ---------------------------------------------------- | --- | --- | --- | ----------- |
| 1980 | Do You Really Love Me René & Angela                  | — | — | R&B43 (11 Wo.)R&B |             |
| 1980 | Everything We Do René & Angela                       | — | — | R&B39 (9 Wo.)R&B |             |
| 1981 | I Love You More Wall to Wall                         | — | — | R&B14 (17 Wo.)R&B |             |
| 1981 | Wall To Wall Wall to Wall                            | — | — | R&B37 (9 Wo.)R&B |             |
| 1982 | Imaginary Playmates Wall to Wall                     | — | — | R&B26 (10 Wo.)R&B |             |
| 1983 | Banging The Boogie Rise                              | — | — | R&B33 (10 Wo.)R&B |             |
| 1983 | My First Love Rise                                   | — | — | R&B12 (18 Wo.)R&B |             |
| 1985 | Save Your Love (For Number One) Street Called Desire | UK66 (2 Wo.)UK | — | R&B1 (17 Wo.)R&B |             |
| 1985 | I’ll Be Good Street Called Desire                    | UK22 (10 Wo.)UK | US47 (10 Wo.)US | R&B4 (18 Wo.)R&B |             |
| 1985 | Secret Rendezvous Wall to Wall                       | UK54 (3 Wo.)UK | — | — |             |
| 1986 | Your Smile Street Called Desire                      | — | US62 (6 Wo.)US | R&B1 (21 Wo.)R&B |             |
| 1986 | You Don’t Have To Cry Street Called Desire           | — | US75 (7 Wo.)US | R&B2 (19 Wo.)R&B |             |
| 1986 | No How, No Way Street Called Desire                  | — | — | R&B29 (10 Wo.)R&B |             |